# ريتشارد سالازار
ريتشارد سالازار (بالإسبانية: Richard Salazar) هو لاعب كرة قاعدة فنزويلي، ولد في 6 سبتمبر 1981 في كاراكاس في فنزويلا.

## وصلات خارجية
- ريتشارد سالازار على موقعبيزبول رفرنس.كوم (الدوري الثانوي) (الإنجليزية)